# Sitamon
Sitamon, també Satamon, (segle XIV aC) va ser una princesa egípcia, i després també reina, de la XVIII dinastia. Era filla del faraó Amenofis III i de la Gran Esposa Reial Tiy, per tant era germana també d'Akhenaton i del príncep hereu Tuthmosis. Es va casar amb el seu pare cap a l'any 30 del seu regnat.
Se sap que Sitamon era filla d'Amenofis i Tiy perquè a la tomba de Yuya i Tjuyu, els pares de la reina Tiy, s'hi va trobar unes cadires on apareix amb el títol de "Filla del Rei".

## Biografia
| i | mn · n | G39 | t |

| i | mn · n | G39 | t |

Sitamon està molt ben testimoniada, sobretot gràcies a la tomba de Yuya i Tjuyu, on es van descobrir tres cadires de bella factura. Aquestes cadires es van fer servir i son de mides diferents, per tant se suposa que van pertànyer a Sitamon en diferents períodes de la seva vida mentre creixia. Després es van col·locar a la tomba dels seus avis seguint la tradició d'enterrar-se amb objectes que haguessin tingut un significat en la vida de la persona difunta. Sitamon també apareix a l'estela de la seva cuidadora Nebetkabeni.

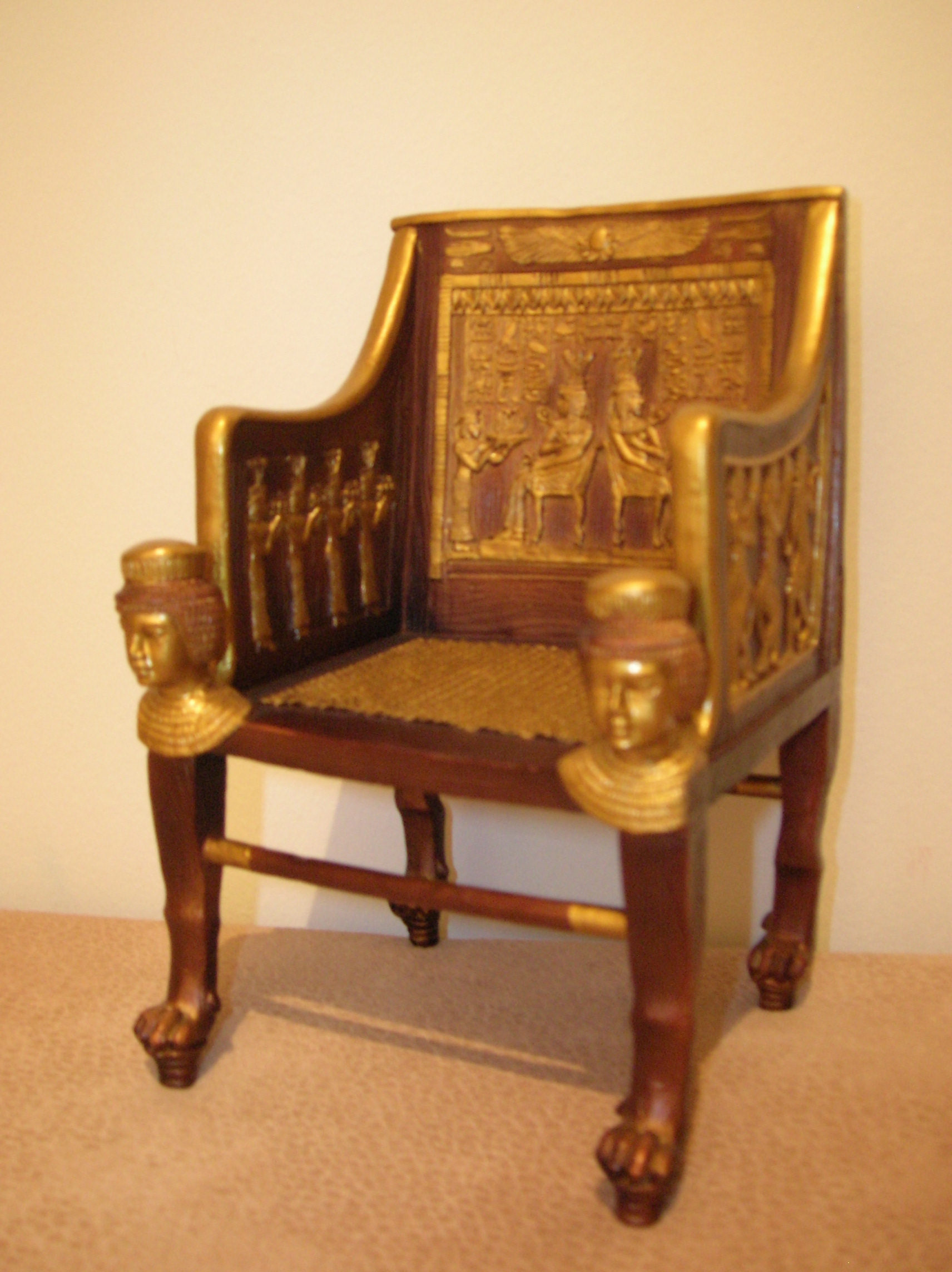
Rèplica d'una de les cadires de la princesa Sitamon trobades a la tomba de Yuya i Tjuyu.

Se sap ben poca cosa de la seva vida, més enllà que era la filla gran d'una poderosa (i longeva) reina. A l'última dècada del regnat del seu pare, va ser ascendida a l'estatus de Gran Esposa Reial. L'evidència d'aquest matrimoni es basa en un tub d'alcofoll de llosa blava amb els cartutxos d'Amenofis III i Sitamon, un bol d'alabastre que es troba a Amarna amb els mateixos cartutxos i inscripcions al gerro del palau de Malkata; l'elevació de Sitamon al paper de Gran Esposa Reial del seu pare, Amenofis III, és testimoniada des de l'any 30 del seu regnat amb l'etiqueta núm. 95 en aquest gerro que es va descobrir al palau reial.
Sitamon apareix testificada en una estàtua de Karnak d'Amenofis, fill de Hapu (actualment al museu egipci, El Caire), on és esmentada com a Gran Esposa Reial. També apareix en un relleu del temple mortuori d'Amenofis III, trobat per William Matthew Flinders Petrie (actualment al Petrie Museum). Un bon grapat de figures de prop del final del regnat d'Amenofis III pertanyen a Sitamon. Cal esmentar que Sitamon és una de les personalitats de la família reial que van ser representades amb gran freqüència en el darrer tram del regnat del seu pare. En els darrers anys de la dinastia XVIII, així com en els seus inicis, les dones de la família reial van tenir l'oportunitat d'ascendir a posicions poderoses i influents; a més de Tiy, un exemple potser més sorprenent va ser la reina Amosis Nefertari, matriarca de tota la dinastia, deificada després de la mort i venerada en els segles següents.
Sitamon desapareix de les fonts a partir de la mort d'Amenofis III; no s'esmenta durant el regnat del seu germà Akhenaton. Per al seu enterrament, es va construir una cambra annexa a la tomba d'Amenofis III, a la vall dels Reis, però no hi ha proves que hi hagués estat enterrada mai.